# Stabat Mater (Poulenc)
Stabat Mater Francisa Poulenca (1899–1963) iz leta 1950 je poleg Glorie (1959) največji umetniški dosežek skladateljevih poznih let. 

## Okoliščine nastanka
Poulenc je v petdesetih letih 20. stoletja sicer vse svoje moči posvečal pisanju opere Dialogues des Carmelites (Pogovori karmeličank) po dramskem delu Georgesa Bernanosa, ki govori o krščanski veri, postavljeni pred največje preizkušnje. Ustvarjanje del z religiozno vsebino je daleč od živahnega ikonoklazma in dadaističnih bravur, s katerimi se je mladi Poulenc po prvi svetovni vojni uveljavil kot član »francoske šesterice«.
Povezanost šestih francoskih skladateljev v skupino so si pravzaprav izmislili časnikarji. Kljub temu pa je te skladatelje družila nekakšna enotnost duha. Pod duhovnim vodstvom duhovitega, za samopromocijo nadarjenega in umetniško iznajdljivega Jeana Cocteauja so postali »les six« sinonim za urban, šaljiv in preračunljivo naiven glasbeni slog. Poulenc, najmlajši član skupine, je ta stil uporabljal najdosledneje in mu je ostal dolgo zvest. V zadnjih letih ustvarjanja je skladateljsko energijo preusmeril v iskreno občutena religiozna dela.
Ko se je leta 1936 odpravljal iz Pariza, da bi se pridružil prijatelju in glasbenemu sodelavcu Pieru Bernacu v Uzerchu, je izvedel za tragično smrt kolega Octava Ferrouda v prometni nesreči. Ob tem dogodku je Poulenc doživel globok duhovni pretres. Takoj ob prihodu v Uzerche je obiskal bližnjo romarsko cerkev v Rocamadourju s čudodelnim Marijinim kipom. V tem svetišču je doživel dramatično prebujenje do tedaj speče vere in dobil navdih za svojo prvo religiozno kompozicijo, Litanies à la vierge noire (Litanije za Temno Marijo). Od tega trenutka dalje je bil ta domiselni mojster orkestracije in dovršeni melodik tudi predan skladatelj religiozne glasbe. Ustvaril je veliko sakralnih kompozicij, od intimnih liturgičnih del do mogočnih koncertnih skladb.

## O skladbi
Poulencova Stabat Mater (1950) je trpko premišljevanje o Kristusovem trpljenju in izraz globoke krize, ki je prizadela skladatelja po dolgoletnem ukvarjanju z opero »Dialogues des carmelites«. Zdi se, da se je Poulenc v zrelih letih zbal, da zapustil premalo tehten opus, zato je izredno trdo delal. Pri tem delu pa se je tudi dokončno izbrusil v vseh oblikovnih odtenkih. To mojstrstvo prepoznamo tudi v delu Stabat Mater, saj skladatelj suvereno obvlada zborovski stavek a capella, ki daje barvo celotnemu delu, solistično vokalno linijo in orkestrsko glasbeno tkivo. Pet od dvanajstih kitic vsebuje dolge odlomke a capella,  osma, polifonični »Fac, ut ardeat« pa tako zaposli orkester le za kratko prekinitev in zadnji akord. Glasba se tesno navezuje na presunljivo trpljenje, ki ga opeva besedilo. Tesnobno padajoče vokalne linije so metafora za človekovo telo, ki ga teži neobvladljivo gorje, ponekod divje razburkana orkestrska spremljava pa še podčrtuje dramatična čustva. Osnovni motiv dela je zaporedje padajoče in rastoče male terce, ki ga napove več ponovljenih tonov. Ta glasbena ideja prevladuje v prvem stavku; jasno zazveni ob prvem nastopu zborovskih basov, nato se oglaša vso skladbo in daje pečat solistični sopranski ariji, preden se delo približa svojemu povzdigujočemu sklepu. 